# Heike Mutter und Ulrich Genth
Mutter / Genth ist ein deutsches Künstlerduo (seit 2003), welches aus Heike Mutter (* 1969 in München) und Ulrich Genth (* 1971 in Tübingen) besteht. Das Duo lebt und arbeitet in Hamburg.
Von 1994 bis 1999 studierte Genth Freie Kunst an der Kunstakademie Münster bei Reiner Ruthenbeck. Mutter studierte von 1995 bis 2001 Medienkunst in Karlsruhe und Köln. Seit 2007 ist sie Professorin an der Hochschule für bildende Künste Hamburg.
Die künstlerische Arbeit von Mutter / Genth widmet sich der Erforschung und Mitgestaltung von Bedingungen des Öffentlichen. Seit 2003 entwickeln die Künstler gemeinsam Interventionen im öffentlichen Raum, mittels derer sie politische, historische, soziale und ästhetische Bedingungen öffentlicher Orte neu zur Diskussion stellen.

## Arbeiten im öffentlichen Raum (Auswahl)

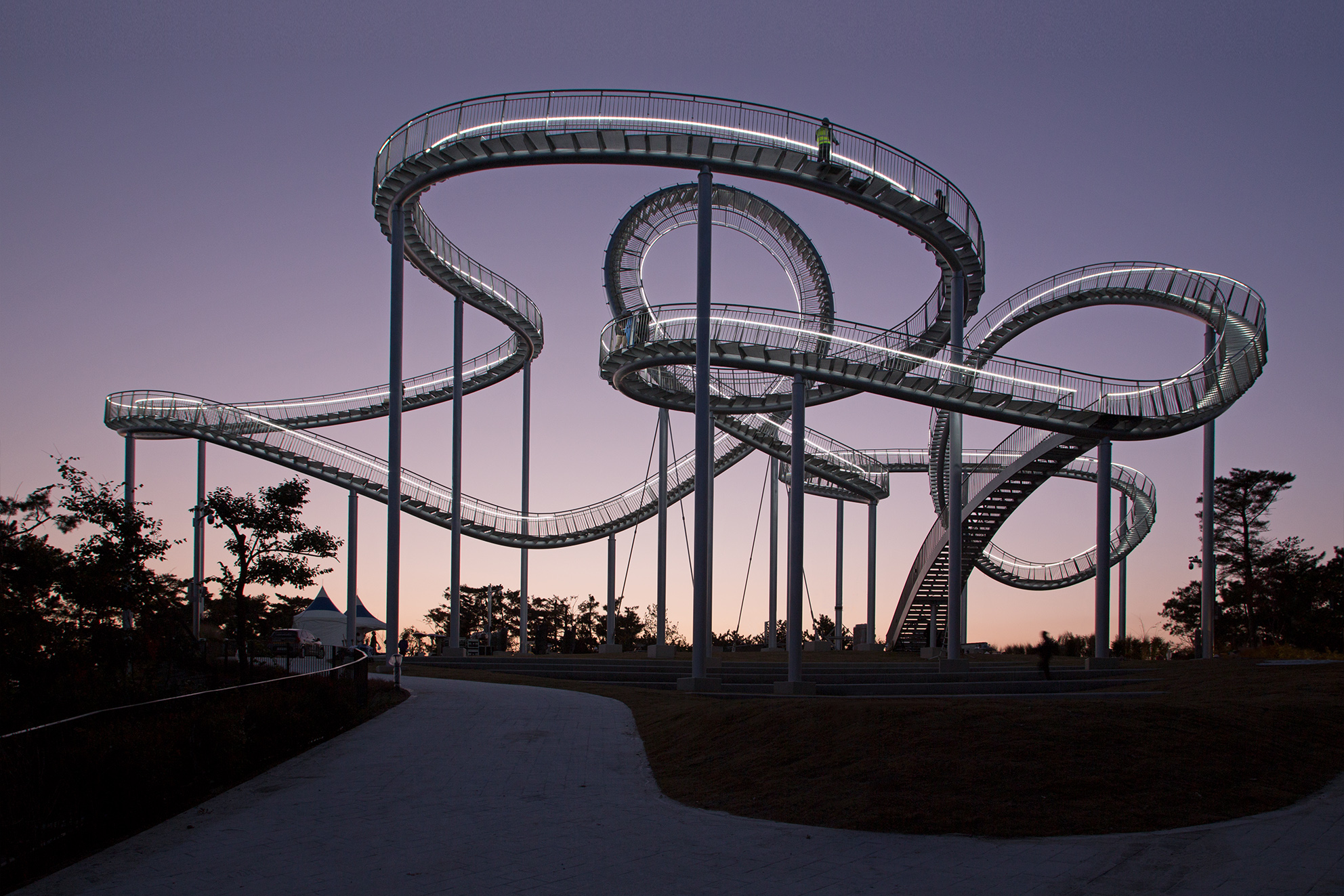
SpaceWalk, begehbare Großskulptur, 2021 in Pohang Südkorea eröffnet

- 2011: begehbare Großskulptur Tiger and Turtle – Magic Mountain auf der Deponie der ehemaligen Duisburger Zinkhütte Heinrich-Hildebrand-Höhe  an der Route der Industriekultur[2]
- 2014: Schiefer Wald zwischen Eschborn und Steinbach
- 2017: Denkmal für den permanenten Neuanfang auf dem Neumarkt in Dresden[3]
- 2018: Freiham Folly, 21 Meter hohe Skulptur in München
- 2021: begehbare Großskulptur Space Walk in Pohang, Südkorea[4]

## Einzelausstellungen (Auswahl)

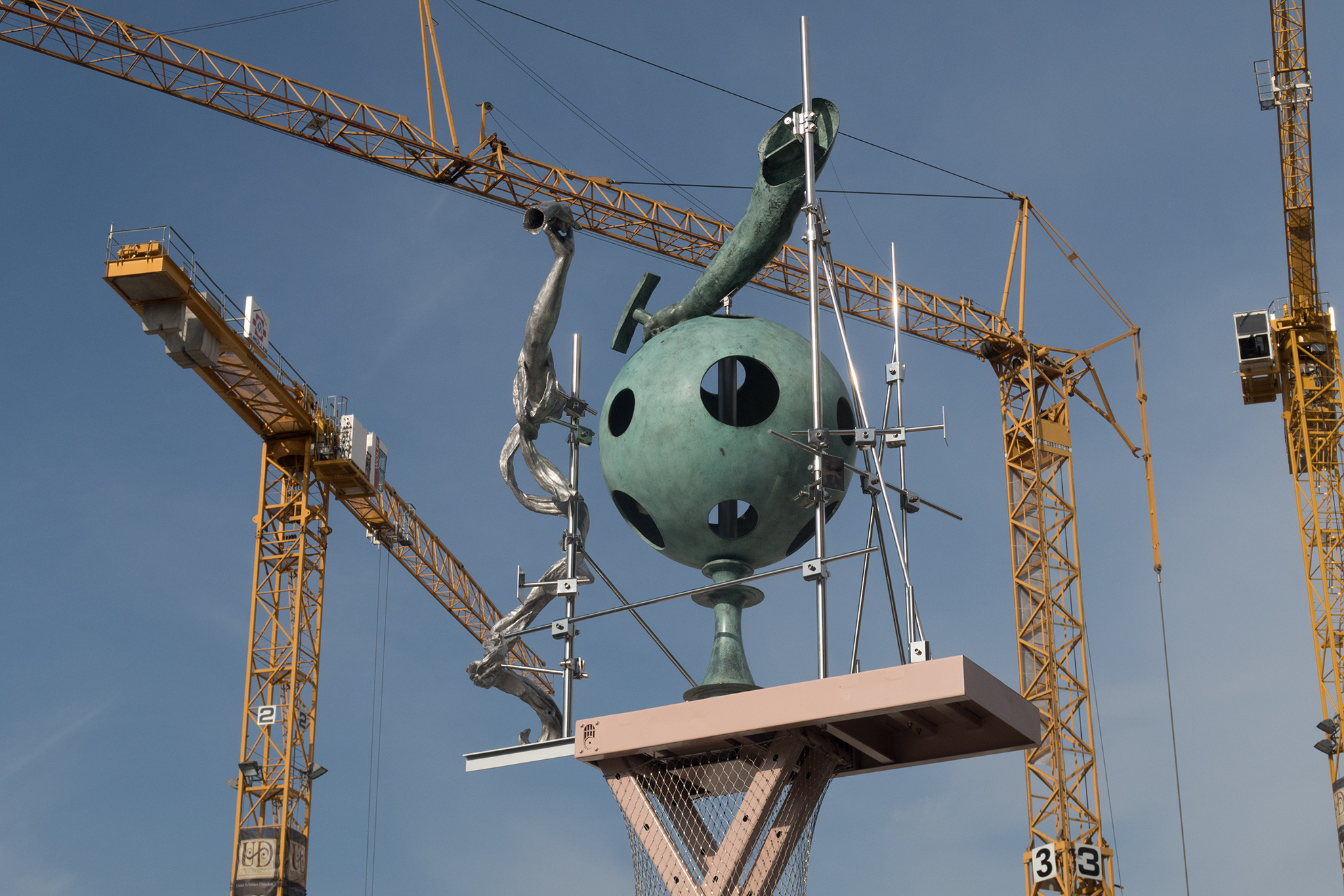
Denkmal für den permanenten Neuanfang, temporäre Installation auf dem Neumarkt in Dresden 2017–2019, bestehend aus Teilabgüssen verschiedener Denkmäler aus dem Dresdener Stadtraum

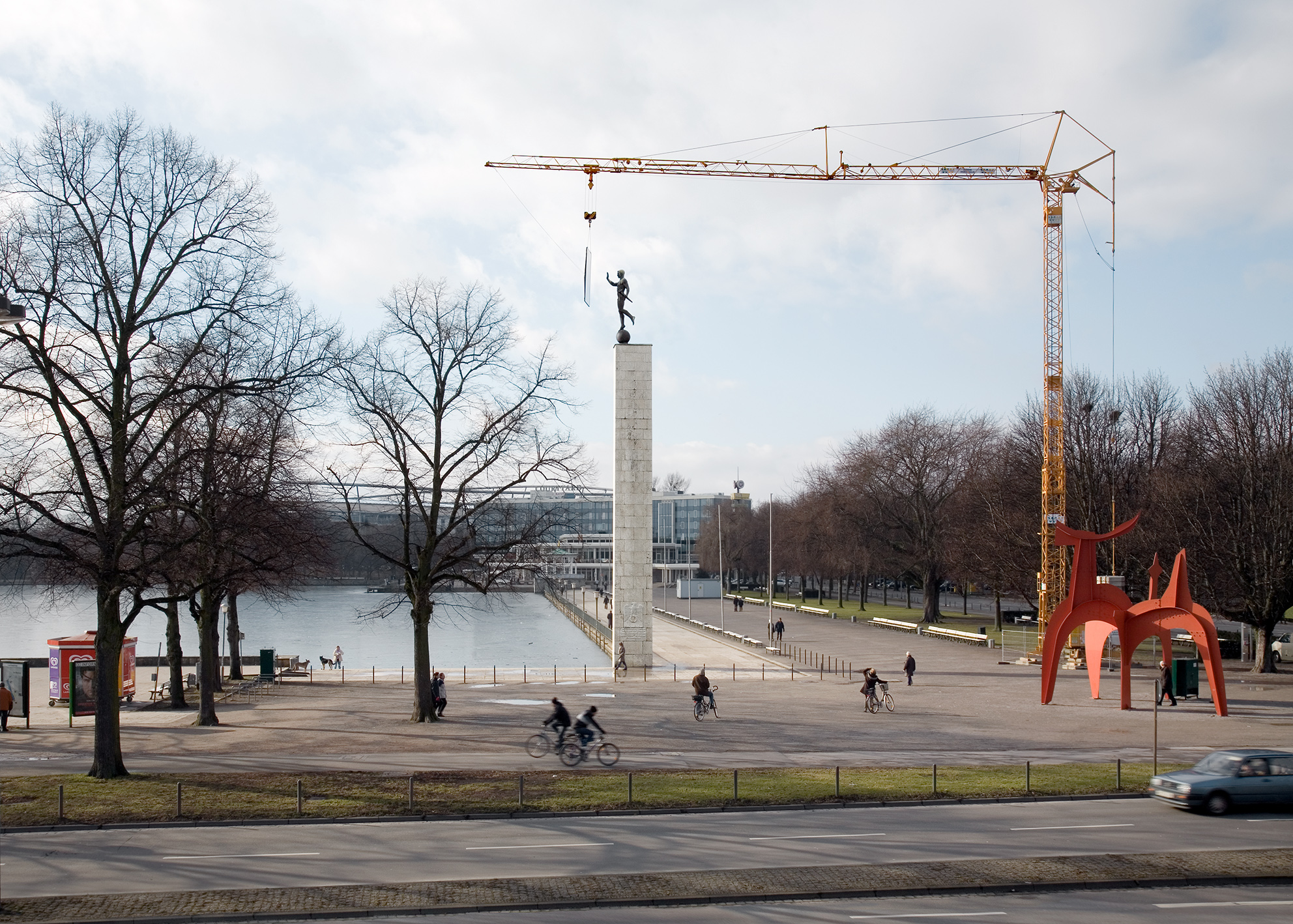
Arrangement mit Kran, Spiegel, Fackelträger und Stabile, temporäre Installation mit dem Fackelträger am Maschsee in Hannover 2009

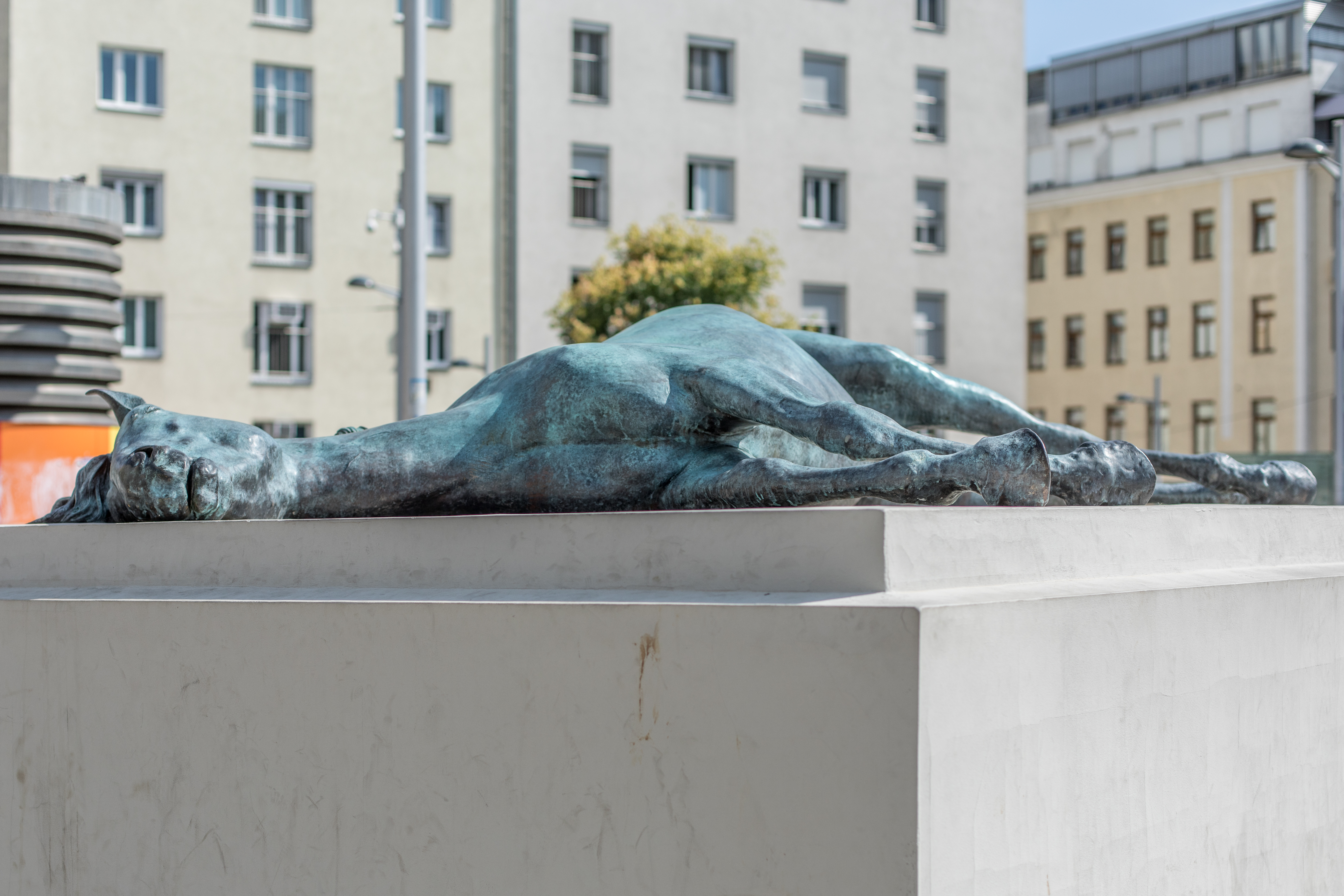
Schlafendes Pferd, Installation auf dem Wiener Reumannplatz, 2023

- 2003: Nouophoren, Galerie Vous Etes Ici, Amsterdam
- 2006: Die Metareflektor – Luftoffensive, Expedition an einen der sichersten Orte der Welt Kunsthalle Recklinghausen, Recklinghausen
- 2007: cut out of context, Galerie Vous Etes Ici, Amsterdam
- 2010: Blind Date, Kunstverein Hannover, Hannover
- 2011: Die selbsterfüllende Gegenwart der Prophezeiung, Kunstverein Wolfenbüttel
- 2012: i. A.–Zwei aktuelle Projekte der Neuen Auftraggeber, ACC-Galerie Weimar, mit Henrik Schrat
- 2013: Second Nature, Stufen zur Kunst, Kunstverein Hannover
- 2013: Pavillon, Gartenbühne - Bühnengärten, Schloss Wendlinghausen, Dörentrup
- 2013: Fixateurs Externes, Galerie Taubert Contemporary, Berlin
- 2014: Spekulative Strukturen, Simultanhalle, Köln
- 2017: Die innere Logik der Geschichte, Kunst-Landschaft Springhornhof, Neunkirchen
- 2017: Trusted Surfaces, Galerie Taubert Contemporary, Berlin
- 2023: Schlafendes Pferd, im Rahmen von KÖR, Reumannplatz, Wien, Österreich; 2025 in Chemnitz, Deutschland (Kulturhauptstadt Europas 2025)[5][6]

## Gruppenausstellungen (Auswahl)

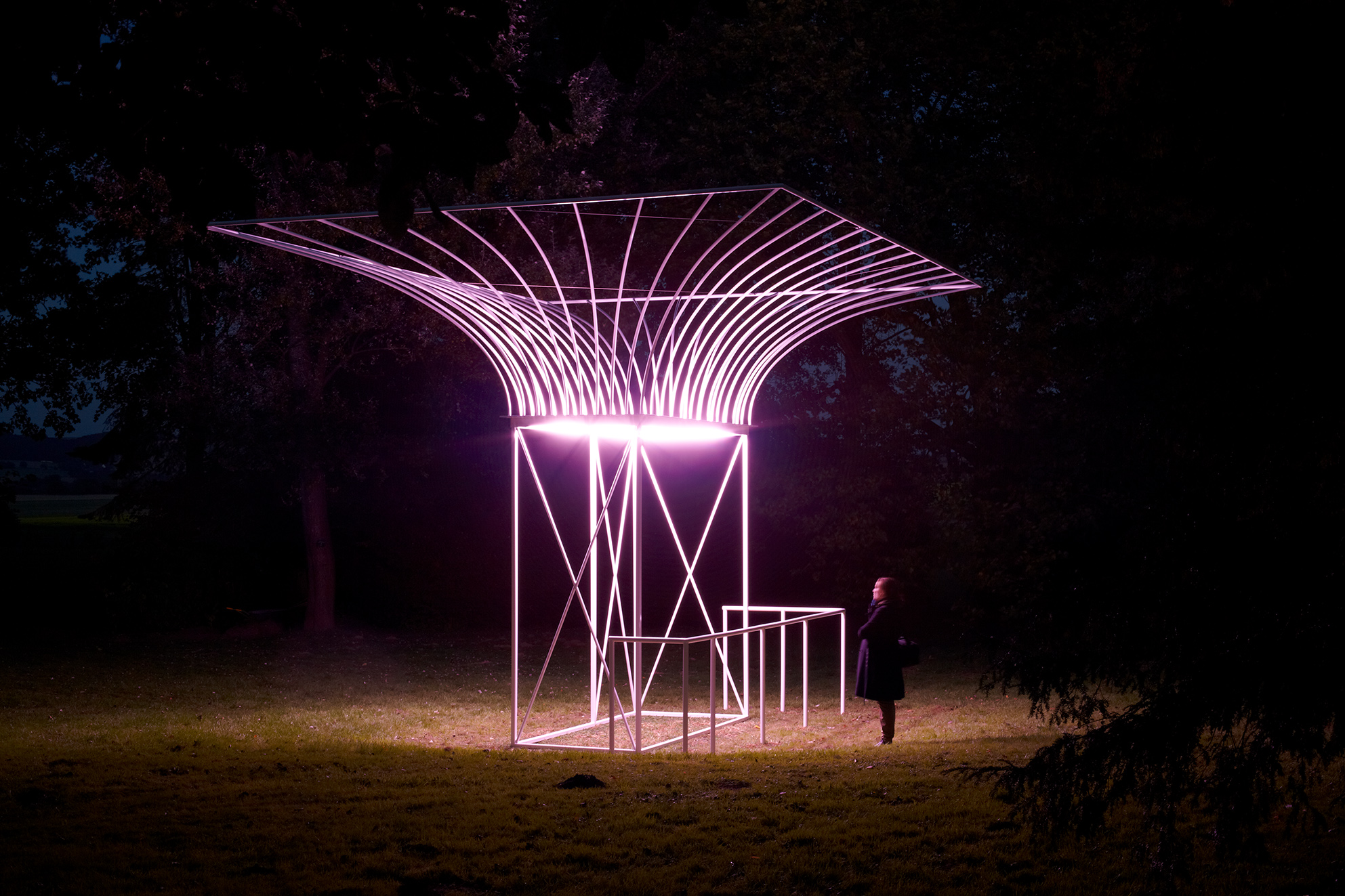
Pavillon, 2013 (pulverbeschichteter Stahl, rosa Licht zur Beleuchtung von Fleischwaren), Installation im Park von Schloss Wendlinghausen

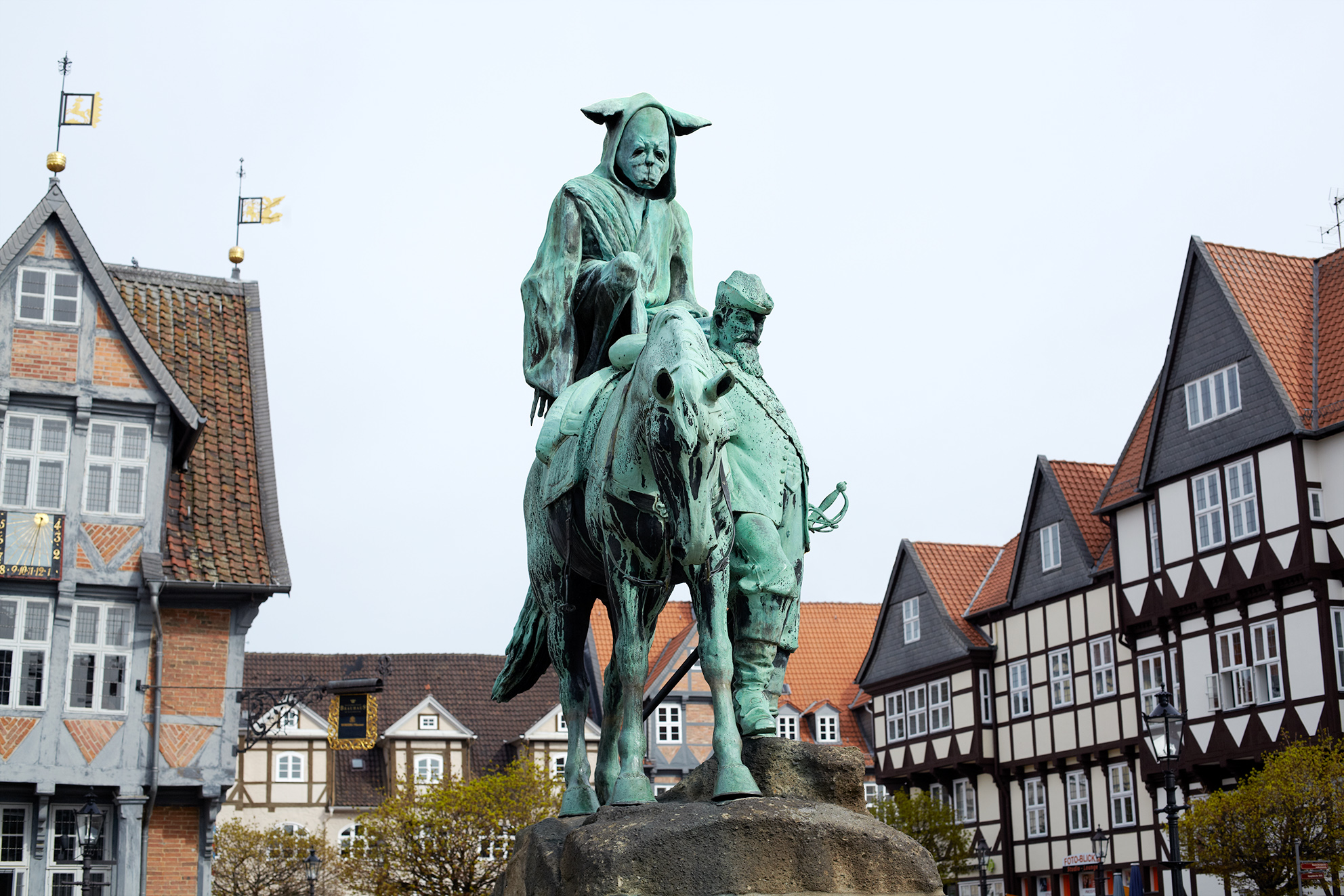
Die selbsterfüllende Gegenwart der Prophezeiung, war eine temporäre Installation in Wolfenbüttel im Jahr 2011. Dem Denkmal August des Jüngeren wurde nachts ohne Wissen der Bürger und Bürgerinnen eine weitere Figur aus patinierter Bronze hinzugefügt, welche erst nach Lösung eines Rätsels wieder verschwinden sollte.

- 1999: Meisterklasse, Montevideo, TBA, Amsterdam, Niederlande (Heike Mutter)
- 1999: Versatzstück, Skulpturenprojekt Ibbenbüren/Hellendoorn, Ibbenbüren (Ulrich Genth)
- 2002: Westdeutscher Künstlerbund, Kunstmuseum Bochum, Bochum
- 2005: K4 Galerie, Max-Ophüls-Festival, Saarbrücken
- 2006: Echo, Neue Medien / Alte Meister, Wallraf-Richartz-Museum, Köln
- 2006: End of Season, Lehmbruck-Museum Duisburg
- 2008: Für eine Ökonomie des Tauschens, Paradoxien des Öffentlichen, City-Palais Duisburg, erstes offizielles Projekt der Kulturhauptstadt Europas Duisburg
- 2009: Record again, Wanderausstellung ZKM–Karlsruhe, Ludwig Forum für Internationale Kunst–Aachen, Kunsthaus Dresden, Edith-Russ-Haus Oldenburg (Heike Mutter)
- 2009: Arrangement mit Kran, Spiegel, Fackelträger und Stabilé, im Rahmen von Neulicht am See, Maschsee, Hannover
- 2010: Residual, MUCA, öffentlicher Raum, Mexiko-Stadt, Mexiko
- 2010: An das Gerät!, Halle 14, Leipziger Baumwollspinnerei, Leipzig
- 2010: Da Hood Vol.1, Gängeviertel, Hamburg
- 2011: Auxililary Constructions, Kunsthaus Dresden, Dresden
- 2012: Je Hais les Couples, W Jamois Art Space, Paris, Frankreich
- 2012: Mutter / Genth, Copenhagen Art Festival, Kopenhagen, Dänemark
- 2013: Je Hais les couples, Galerie Valérie Bach, Brüssel, Belgien
- 2013: Duo Artists, Nieuw Dakota, Amsterdam, Niederlande
- 2015: Jahresgaben, Neuer Aachener Kunstverein, Aachen
- 2015: A Few Pieces, Galerie Taubert Contemporary, Berlin
- 2015: Richtete d'Artist – zwischen Kunst und Küche, Kunst Meran, Meran, Italien
- 2015: (Un)möglich! Künstler als Architekten, Marta Herford, Herford
- 2016: Vom Wert der Kunst als Wert der Arbeit, Weltkunstzimmer, Düsseldorf
- 2017: Performing Relationships, Kunstverein Leipzig, Leipzig
- 2017: 70 Jahre junger Westen Museum DKM, Duisburg
- 2019: Lichtparcours 2020, Kunstverein Braunschweig, Braunschweig
- 2020: Sehnsucht..., Deutsche Gesellschaft für christliche Kunst, München
- 2022: Macht! Licht!, Kunstmuseum Wolfsburg, Wolfsburg
- 2023: Bismarck neu denken – Hamburg Dekolonisieren, Präsentation der eingereichten Wettbewerbsentwürfe zur Kontextualisierung des Bismarck–Denkmals im Museum für Hamburgische Geschichte, Hamburg

## Auszeichnungen (Auswahl)
- 2000: Kunstpreis Digitale Bildwelten, Recklinghausen (Heike Mutter)
- 2000: Chargesheimer Stipendium für Fotografie und Film, Stadt Köln (Heike Mutter)
- 2000: Stipendium der Stiftung Künstlerdorf Schöppingen (Ulrich Genth)
- 2000: Atelierstipendium der Stadt Münster (Ulrich Genth)
- 2001: GWK Förderpreis (Ulrich Genth)
- 2001: Transfer / Chilufim, Artist in Residence Israel (Ulrich Genth)
- 2001: Transfer / Chilufim, Artist in Residence Israel (Heike Mutter)
- 2001: Kunstpreis junger westen für Skulptur (Ulrich Genth)
- 2002: Projektförderung der Filmstiftung NRW für Paralleluniversen (Heike Mutter)
- 2003: Projektförderung der Kunststiftung NRW für Matkot (Heike Mutter)
- 2004: Wilhelm-Lehmbruck-Stipendium, Stipendium des Landes NRW (Ulrich Genth)
- 2005: Förderpreis des Landes Nordrhein-Westfalen für junge Künstlerinnen und Künstler, (Heike Mutter)
- 2006: Werk 07, Bildhauersymposion Heidenheim, Heidenheim an der Brenz (Mutter / Genth)
- 2006: Stipendium der Kunststiftung Baden-Württemberg (Ulrich Genth)
- 2008: Erster Preis, geschlossener Wettbewerb der QUIVID, Kunst am Bau der Stadt München, Münchener Stadtentwässerung
- 2008: Dritter Preis, Realisierungswettbewerb Paradoxien des Öffentlichen
- 2009: Arbeitsstipendium der Freien und Hansestadt Hamburg für bildende Kunst
- 2009: Arbeitsstipendium der Stiftung Kunstfonds (Ulrich Genth)
- 2009: Erster Preis, geschlossener Wettbewerb für eine Landmarke auf der Heinrich-Hildebrand-Höhe Duisburg, Kulturhauptstadt Europas Ruhr 2010
- 2011: 1. Platz, Symposion und Realisierungswettbewerb: Dresden–Perspektiven für Kunst im öffentlichen Raum, Dresden
- 2013: Publikationsförderung der Freien und Hansestadt Hamburg
- 2013: 1. Platz geschlossener Realisierungswettbewerb „Streitplacken“, Stadt Eschborn
- 2014: Projektförderung der Stiftung Kunstfonds e.V. Bonn
- 2014: Marta-Preis der Wemhöner-Stiftung
- 2017: 1. Platz, geschlossener Wettbewerb: „Parkgelände Freiham“, Stadt München